# Alexandru Tudor
Alexandru Dan Tudor (Boekarest, 13 september 1971) is een Roemeens voormalig voetbalscheidsrechter. Hij is in dienst van FIFA en UEFA tussen 2001 en 2016. Ook leidde hij van 1999 tot 2018 wedstrijden in de Liga 1.
Op 12 augustus 2004 maakte Tudor zijn debuut in Europees verband tijdens een wedstrijd tussen Dukla Banská Bystrica en FC Wil in de voorronde van de UEFA Cup; het eindigde in 3–1 voor Dukla Banská en Tudor trok zevenmaal een gele kaart en tweemaal een rode. Zijn eerste interland floot hij op 16 oktober 2002, toen Malta met 0–4 verloor van Frankrijk. Tijdens dit duel gaf Tudor twee gele kaarten.

## Interlands
| Datum             | Plaats                 | Wedstrijd                | Uitslag | Competitie           | Kreeg geel | Kreeg voor de tweede keer geel en dus rood | Weggestuurd |
| ----------------- | ---------------------- | ------------------------ | ------- | -------------------- | ---------- | ------------------------------------------ | ----------- |
| 16 oktober 2002   | Attard, Malta          | Malta – Frankrijk        | 0 – 4   | EK 2004 kwalificatie | 2          | 0                                          | 0           |
| 13 februari 2002  | Barcelona, Spanje      | Spanje – Portugal        | 1 – 1   | Vriendschappelijk    | 2          | 0                                          | 0           |
| 4 september 2004  | Bazel, Zwitserland     | Zwitserland – Faeröer    | 6 – 0   | WK 2006 kwalificatie | 2          | 0                                          | 0           |
| 17 november 2004  | Messina, Italië        | Italië – Finland         | 1 – 0   | Vriendschappelijk    | 6          | 0                                          | 0           |
| 4 juni 2005       | Tirana, Albanië        | Albanië – Georgië        | 3 – 2   | WK 2006 kwalificatie | 6          | 0                                          | 0           |
| 7 september 2005  | Almaty, Kazachstan     | Kazachstan – Griekenland | 1 – 2   | WK 2006 kwalificatie | 8          | 1                                          | 1           |
| 8 oktober 2005    | Moskou, Rusland        | Rusland – Luxemburg      | 5 – 1   | WK 2006 kwalificatie | 3          | 0                                          | 0           |
| 12 september 2007 | Almaty, Kazachstan     | Kazachstan – België      | 2 – 2   | EK 2008 kwalificatie | 3          | 0                                          | 0           |
| 26 maart 2008     | Sofia, Bulgarije       | Bulgarije – Finland      | 2 – 1   | Vriendschappelijk    | 0          | 0                                          | 0           |
| 31 mei 2008       | Boekarest, Roemenië    | Roemenië – Montenegro    | 4 – 0   | Vriendschappelijk    | 3          | 0                                          | 0           |
| 5 september 2009  | Reykjavik, IJsland     | IJsland – Noorwegen      | 1 – 1   | WK 2010 kwalificatie | 4          | 0                                          | 0           |
| 14 oktober 2009   | Bazel, Zwitserland     | Zwitserland – Israël     | 0 – 0   | WK 2010 kwalificatie | 8          | 1                                          | 0           |
| 12 december 2010  | Almaty, Kazachstan     | Kazachstan – Duitsland   | 0 – 3   | EK 2012 kwalificatie | 2          | 0                                          | 0           |
| 8 februari 2011   | Strovolos, Cyprus      | Cyprus – Zweden          | 0 – 2   | Vriendschappelijk    | 3          | 0                                          | 0           |
| 3 juni 2011       | Modena, Italië         | Italië – Estland         | 3 – 0   | EK 2012 kwalificatie | 3          | 0                                          | 0           |
| 15 augustus 2012  | Belgrado, Servië       | Servië – Ierland         | 0 – 0   | Vriendschappelijk    | 1          | 0                                          | 0           |
| 16 oktober 2012   | Osijek, Kroatië        | Kroatië – Wales          | 2 – 0   | WK 2014 kwalificatie | 3          | 0                                          | 0           |
| 10 september 2013 | Attard, Malta          | Malta – Bulgarije        | 1 – 2   | WK 2014 kwalificatie | 5          | 0                                          | 0           |
| 18 november 2013  | Chisinau, Moldavië     | Moldavië – Litouwen      | 1 – 1   | Vriendschappelijk    | 2          | 0                                          | 0           |
| 7 september 2014  | Kopenhagen, Denemarken | Denemarken – Armenië     | 2 – 1   | EK 2016 kwalificatie | 2          | 0                                          | 0           |
| 14 november 2014  | Neurenberg, Duitsland  | Duitsland – Gibraltar    | 4 – 0   | EK 2016 kwalificatie | 0          | 0                                          | 0           |
| 13 november 2016  | Brussel, België        | België – Estland         | 8 – 1   | WK 2018 kwalificatie | 0          | 0                                          | 0           |